# Nordseebilder
Nordseebilder (Immagini del Mare del Nord), op. 390, è un valzer di Johann Strauss (figlio).

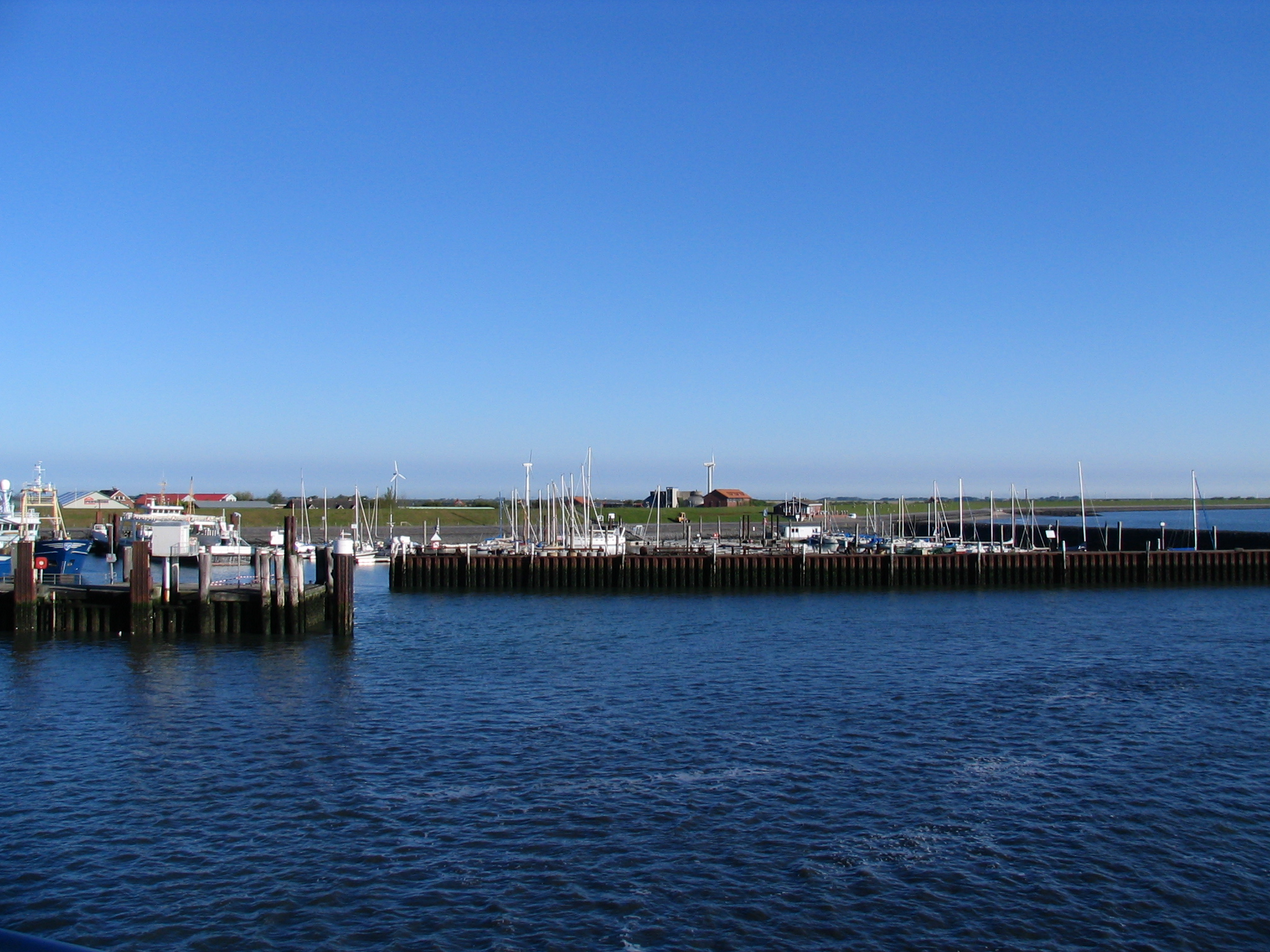
Il porto della città di Wyk.

Su consiglio del suo medico, Johann Strauss decise di prendersi un periodo di riposo, e scelse come meta il Mare del Nord; durante le estati del 1878-79, accompagnato dalla sua seconda moglie Angelika (1850-1919).
La coppia visitò le isole a nord dell'arcipelago Fohr, e nel 1879 si stabilirono in una casa a Wyk, la capitale delle isole, dove Johann trovò l'ispirazione per mettere in musica i contrastanti suoni del mare del nord.
Il risultato fu il valzer Nordseebilder, che il pubblico viennese ascoltò per la prima volta quando Eduard Strauss lo eseguì in un concerto al Musikverein il 16 novembre 1879.
Il giornale Fremdenblatt annotò entusiasticamente: